# العلاقات البيروية السريلانكية
العلاقات البيروفية السريلانكية هي العلاقات الثنائية التي تجمع بين بيرو وسريلانكا.

## مقارنة بين البلدين
هذه مقارنة عامة ومرجعية للدولتين:
| وجه المقارنة                                              | بيرو                                   | سريلانكا                         |
| --------------------------------------------------------- | -------------------------------------- | -------------------------------- |
| المساحة (كم2)                                             | 1.29 مليون                             | 65.61 ألف                        |
| عدد السكان (نسمة)                                         | 32.16 مليون                            | 21.44 مليون                      |
| الكثافة السكانية (ن./كم²)                                 | 24.93                                  | 326.78                           |
| العاصمة                                                   | ليما                                   | سري جاياواردنابورا كوتي، كولمبو  |
| اللغة الرسمية                                             | اللغة الإسبانية، اللغة الأيمرية، كتشوا | اللغة السنهالية، اللغة التاميلية |
| العملة                                                    | سول بيروفي جديد                        | روبية سريلانكي                   |
| الناتج المحلي الإجمالي (بليون دولار)                      | 211.39 مليار                           | 87.17 مليار                      |
| الناتج المحلي الإجمالي (تعادل القوة الشرائية) بليون دولار | 393.13 مليار                           | 246.62 مليار                     |
| الناتج المحلي الإجمالي الاسمي للفرد دولار أمريكي          | 6.03 ألف                               | 3.93 ألف                         |
| الناتج المحلي الإجمالي للفرد دولار أمريكي                 | 11.99 ألف                              | 11.11 ألف                        |
| مؤشر التنمية البشرية                                      | 0.740                                  | 0.757                            |
| رمز المكالمات الدولي                                      | +51                                    | +94                              |
| رمز الإنترنت                                              | .pe                                    | .lk،                             |
| المنطقة الزمنية                                           | توقيت بيرو، 00                         | ت ع م+05:30                      |

## منظمات دولية مشتركة
يشترك البلدان في عضوية مجموعة من المنظمات الدولية، منها:
| علم المنظمة | اسم المنظمة                               | تاريخ انضمام بيرو | تاريخ انضمام سريلانكا |
| ----------- | ----------------------------------------- | ----------------- | --------------------- |
|             | مؤسسة التنمية الدولية                     | 30 أغسطس 1961     | 27 يونيو 1961         |
|             | يونسكو                                    | 21 نوفمبر 1946    | 14 نوفمبر 1949        |
|             | وكالة ضمان الاستثمار متعدد الأطراف        | 2 ديسمبر 1991     | 27 مايو 1988          |
|             | الأمم المتحدة                             | 31 أكتوبر 1945    | 14 ديسمبر 1955        |
|             | الاتحاد البريدي العالمي                   | ?                 | ?                     |
|             | البنك الدولي للإنشاء والتعمير             | 31 ديسمبر 1945    | 29 أغسطس 1950         |
|             | المنظمة الهيدروغرافية الدولية             | ?                 | ?                     |
|             | الاتحاد الدولي للاتصالات                  | 12 يوليو 1915     | 1897                  |
|             | منظمة حظر الأسلحة الكيميائية              | ?                 | ?                     |
|             | مؤسسة التمويل الدولية                     | 20 يوليو 1956     | 20 يوليو 1956         |
|             | المركز الدولي لتسوية المنازعات الاستشارية | 8 سبتمبر 1993     | 11 نوفمبر 1967        |
|             | منظمة التجارة العالمية                    | ?                 | ?                     |
|             | منظمة الشرطة الجنائية الدولية             | ?                 | ?                     |

## وصلات خارجية
- موقع وزارة الخارجية البيروفية
- موقع وزارة الخارجية السريلانكية